# Harrie Meyers
Harrie Meyers (ur. 5 grudnia 1879 w Maastricht – zm. 14 kwietnia 1928 tamże) – holenderski kolarz torowy, trzykrotny medalista mistrzostw świata.

## Kariera
Pierwszy sukces w karierze Harrie Meyers osiągnął w 1897 roku, kiedy zwyciężył w sprincie zawodowców podczas torowych mistrzostw kraju. W tej samej konkurencji zdobył srebrny medal na rozgrywanych trzy lata później mistrzostwach świata w Paryżu, przegrywając tylko z Francuzem Edmondem Jacquelinem. Drugie miejsce w sprincie zajął również podczas mistrzostw świata w Rzymie w 1902 roku, ulegając jedynie Duńczykowi Thorvaldowi Ellegaardowi. Ponadto na mistrzostwach świata w Kopenhadze w 1903 roku był trzeci za Thorvaldem Ellegaardem i Niemcem Willym Arendem. Łącznie zdobył pięć złotych medali torowych mistrzostw Holandii. W 1900 roku zwyciężył w Grand Prix Kopenhagi a w latach 1902 i 1903 był najlepszy w Grand Prix Paryża. Nigdy nie wystąpił na igrzyskach olimpijskich.
Wspólnie z Włochem Gian Ferdinando Tomasellim Meyers zwyciężył w wyścigu tandemów podczas mistrzostw świata w Paryżu w 1900 roku. Była to jednak konkurencja nieoficjalna.